# ويليام نورتون
ويليام نورتون (بالأيرلندية: Liam Ó Neachtain) (و. 1900 – 1963 م) هو سياسي من جمهورية أيرلندا، والدولة الأيرلندية الحرة، ولد في دبلن، توفي في دبلن، عن عمر يناهز 63 عاماً.

## مناصب
تولى منصب نائب دييل (11 أكتوبر 1961–4 ديسمبر 1963)
- نائب دييل (20 مارس 1957–1 سبتمبر 1961)[6]
- تانيست (2 يونيو 1954–20 مارس 1957)
- نائب دييل (2 يونيو 1954–13 ديسمبر 1956)[6]
- وزير الأشغال والمشاريع والابتكار [الإنجليزية]‏ (2 يونيو 1954–20 مارس 1957)
- نائب دييل (13 يونيو 1951–23 أبريل 1954)[6]
- Minister for Housing, Local Government and Heritage [الإنجليزية]‏ (3 مايو 1949–11 مايو 1949)
- نائب دييل (18 فبراير 1948–2 مايو 1951)[6]
- Minister for Social Protection [الإنجليزية]‏ (18 فبراير 1948–13 يونيو 1951)
- تانيست (18 فبراير 1948–13 يونيو 1951)
- نائب دييل (9 يونيو 1944–29 مارس 1946)[6]
- نائب دييل (1 يوليو 1943–10 مايو 1944)[6]
- نائب دييل (30 يونيو 1938–26 مايو 1943)[6]
- نائب دييل (21 يوليو 1937–25 مايو 1938)[6]
- نائب دييل (8 فبراير 1933–14 يونيو 1937)[6]
- Leader of the Labour Party (Ireland) [الإنجليزية]‏ (19 يوليو 1932–2 مارس 1960)
- نائب دييل (9 مارس 1932–22 ديسمبر 1932)[6]
- Leader of the Labour Party (Ireland) [الإنجليزية]‏ (1932–مارس 1960)
- نائب دييل (18 فبراير 1926–20 مايو 1927).[6]

## روابط خارجية
- ويليام نورتون على موقع مونزينجر (الألمانية)